# 1977年のパシフィック・リーグプレーオフ
1977年のパシフィック・リーグプレーオフは、1977年10月にプロ野球パシフィック・リーグの前期優勝チームと後期優勝チームの2球団で行われたプレーオフである。前年は阪急ブレーブスが前期・後期とも制したため、プレーオフの実施は2年ぶりとなった。

## 概要
前期優勝の上田利治監督率いる阪急ブレーブスと後期優勝の金田正一監督率いるロッテオリオンズとの対戦で行われた。4年ぶりに最終戦までもつれ込んだが、阪急が3勝2敗でロッテを下し、3年連続のリーグ優勝を決めた。

## 試合結果
| 日付                     | 試合   | ビジター球団（先攻） | スコア   | ホーム球団（後攻） | 開催球場     |
| 10月9日（日）            | 第1戦  | ロッテオリオンズ     | 1 - 18   | 阪急ブレーブス     | 阪急西宮球場 |
| 10月10日（月）           | 第2戦  | ロッテオリオンズ     | 3 - 0    | 阪急ブレーブス     | 阪急西宮球場 |
| 10月11日（火）           | 移動日 | 移動日               | 移動日   | 移動日             | 移動日       |
| 10月12日（水）           | 第3戦  | 阪急ブレーブス       | 1 - 3    | ロッテオリオンズ   | 県営宮城球場 |
| 10月13日（木）           | 第4戦  | 阪急ブレーブス       | 4 - 2    | ロッテオリオンズ   | 県営宮城球場 |
| 10月14日（金）           | 第5戦  | 雨天中止             | 雨天中止 | 雨天中止           | 県営宮城球場 |
| 10月15日（土）           | 第5戦  | 阪急ブレーブス       | 7 - 0    | ロッテオリオンズ   | 県営宮城球場 |
| 年間優勝：阪急ブレーブス |        |                      |          |                    |              |

### 第1戦
10月9日　西宮　観衆28000人
| ロッテ | 0 | 1 | 0 | 0 | 0  | 0 | 0 | 0 | 0 | 1  |
| 阪急   | 0 | 0 | 0 | 1 | 10 | 7 | 0 | 0 | 0 | 18 |

（ロ）●村田（1敗）、安木、成重、仁科－高橋博、土肥、榊

（急）○山田（1勝）－中沢

本塁打

（ロ）リー1号ソロ（2回山田）

（急）大橋1号ソロ（5回仁科）、藤井1号満塁（6回仁科）
2回、リーのソロ本塁打でロッテが先制したが、阪急は4回に長池徳二のタイムリーヒットで追いつくと、5回に集中打を浴びせて村田兆治をKO。リリーフ投手もつるべ打ちを浴びせ、大量10点を奪った。6回、主力を休ませるつもりで出した代打・藤井栄治が満塁アーチ。これを含め6回にも7点、計18点を挙げ、一方的な試合となった。山田久志はリーの本塁打以外は全く危なげなく完投。

### 第2戦
10月10日　西宮　観衆28000人
| ロッテ | 2 | 0 | 0 | 0 | 0 | 1 | 0 | 0 | 0 | 3 |
| 阪急   | 0 | 0 | 0 | 0 | 0 | 0 | 0 | 0 | 0 | 0 |

（ロ）八木沢、○三井（1勝）－高橋博、村上

（急）●足立（1敗）、白石、山口－中沢、宇野

本塁打

（ロ）飯塚1号ソロ（6回足立）
初回、リーの2点タイムリーでロッテが先制。阪急も1回裏無死1、3塁のチャンスを迎えるが、マルカーノが三振、さらに1塁走者の大橋穣が盗塁失敗でチャンスを潰した。阪急は4回にも1死1、2塁のチャンスを作ったが、金田監督はここで無失点の八木沢荘六から三井雅晴に交代、三井は期待に応えて後続を断ち、そのまま最後まで無失点で投げ抜いた。

### 第3戦
10月12日　宮城　観衆16000人
| 阪急   | 0 | 1 | 0 | 0 | 0 | 0 | 0 | 0 | 0 | 1 |
| ロッテ | 2 | 0 | 1 | 0 | 0 | 0 | 0 | 0 | X | 3 |

（急）●稲葉（1敗）、山口－中沢、河村

（ロ）○金田留（1勝）、S村田（1敗1S）－高橋博、村上

本塁打

（ロ）有藤1号ソロ（3回山口）
初回、得津高宏とリーの連続タイムリーで3試合連続でロッテが先制。阪急も高井保弘のタイムリーで追い上げるが、3回に有藤道世の本塁打で再びロッテが突き放し、そのまま逃げ切った。ロッテの先発・金田留広は再三ピンチを作ったが粘りのピッチングで2回の1点に抑える好投。9回、走者を出したところで村田につなぎ、ロッテが連勝した。

### 第4戦
10月13日　宮城　観衆17500人
| 阪急   | 0 | 0 | 2 | 0 | 0 | 0 | 0 | 1 | 1 | 4 |
| ロッテ | 2 | 0 | 0 | 0 | 0 | 0 | 0 | 0 | 0 | 2 |

（急）○山田（2勝）－中沢

（ロ）安木、成重、●村田（2敗1S）－高橋博

本塁打

（急）加藤秀1号ソロ（8回村田）

（ロ）リー2号ソロ（1回山田）
初回、得津の犠牲フライ、リーの一発で2点を挙げ、ロッテが4試合連続で先制。しかし阪急もマルカーノの犠牲フライ、高井のタイムリーで追いついた。そして8回、加藤秀が村田のボールをとらえ、豪快に勝ち越し本塁打。9回には福本豊のタイムリー三塁打で突き放した。山田は第1戦に続く完投勝利。

### 第5戦
10月15日　宮城　観衆20000人
| 阪急   | 0 | 0 | 0 | 1 | 0 | 1 | 1 | 0 | 4 | 7 |
| ロッテ | 0 | 0 | 0 | 0 | 0 | 0 | 0 | 0 | 0 | 0 |

（急）○足立（1勝1敗）－中沢

（ロ）●三井（1勝1敗）、安木、八木沢－村上、高橋博、土肥

4回、阪急はエラーにつけ込み、島谷金二のタイムリー二塁打でこのプレーオフ初めての先取点。6回に加藤秀司のタイムリー、7回に大橋のタイムリーで加点し、9回4点を奪って試合を決めた。足立は6回以降は無安打に抑える絶妙のピッチングで4安打完封勝利。阪急がリーグ3連覇を果たした。

## 表彰選手
- 最優秀選手 山田久志（急）
- 敢闘賞　三井雅晴(ロ)
- 首位打者 加藤秀司（急）
- 技能賞　レロン・リー(ロ)
- 優秀投手　足立光宏(急)
- 優秀選手　島谷金二(急)

## テレビ・ラジオ放送

### テレビ中継
- 第1戦:10月9日
  - 関西テレビ≪フジテレビ系列≫

解説：岡本伊三美
- 第2戦:10月10日
  - 関西テレビ≪フジテレビ系列≫

解説：岡本伊三美 ゲスト解説：佐藤道郎
- 第3戦:10月12日
  - 仙台放送≪フジテレビ系列≫

解説：土井淳、岡本伊三美
- 第4戦:10月13日
  - 東北放送≪TBS系列≫

解説：稲尾和久
- 第5戦:10月15日
  - ミヤギテレビ≪日本テレビ系列≫

解説：森昌彦

### ラジオ中継
- 第1戦：10月9日
  - NHKラジオ第1 解説：鶴岡一人、藤田元司
  - 朝日放送 ゲスト解説：鈴木啓示
- 第2戦：10月10日
  - NHKラジオ第1 解説：川上哲治、加藤進
  - 朝日放送 解説：小山正明
  - 毎日放送 解説：宅和本司
- 第3戦：10月12日
  - ニッポン放送・朝日放送 解説：関根潤三、島田源太郎
  - 毎日放送 解説：稲尾和久
- 第4戦：10月13日
  - NHKラジオ第1 解説：鶴岡一人、加藤進
  - ニッポン放送・朝日放送 解説：関根潤三、島田源太郎
  - 毎日放送 解説：宅和本司
- 第5戦：10月15日
  - NHKラジオ第1 解説：川上哲治、藤田元司
  - ニッポン放送・朝日放送 解説：関根潤三、島田源太郎
  - 毎日放送 解説：稲尾和久